# Drosophila ngemba
Drosophila ngemba este o specie de muște din genul Drosophila, familia Drosophilidae, descrisă de Tsacas în anul 1980.
Este endemică în Camerun. Conform Catalogue of Life specia Drosophila ngemba nu are subspecii cunoscute.